# فوق النخل (أغنية)
فوق النخل فوق أو فوق إلنه خِل هي أغنية تراثية عراقية شهيرة على مقام النهاوند، وقد ذاع صيتها في الشرق الأوسط، وتعتبر من أغاني الفلكلور البغدادي العراقي، غنّاها الفنان العراقي ناظم الغزالي. وقد قام العديد من الفنانين العرب بغنائها من بعده.

## أصل الأغنية
وفقاً للكاتب مهيمن إبراهيم الجزراوي فإن أغنية فوق النخل فوق «من مقام الحجاز من أقدم ألحان الملا عثمان الموصلي وكانت في الأصل موشحا دينيا هو (فوق العرش فوق) والذي يعتقد بأنه وضعه في أول سفرة له إلى بغداد».

## قصة الأغنية حسب ما يقال
البيوت الشرقية البغدادية القديمة تتكون من ساحة وسطية تحيطها مجموعة من الغرف وهي تتألف من طابقين طابق أرضي وطابق علوي أو فوقاني باللهجة العراقية وكلاهما يحتويان على نفس العدد من الغرف، حيث تستأجر كل عائلة من الطبقة الفقيرة غرفة من الغرف، الشخص العزابي أو الزكرتي لايسكن في هذه المنازل إلاّ بعد أن يتأكد صاحب الدار من أخلاقه.
صادف أنّ شابا (زكرتيّا) كان يسكن في أحد هذه البيوت، يخرج يوميا للعمل ويعود في آخر المساء، يدخل غرفته دون أن يكلم أحدا وعند دخوله لمح وجها جميلا لشابة في الطابق العلوي، وقد انبهر بجمالها، وشعر برغبة في أن يكلّمها، ولكنّ التقاليد والأعراف آنذاك كانت تمنعه من ذلك، وبدلا من أن يكلمها بدأ بالغناء وبصوت جميل أخّاذ:
فوگ إلنه خل أي بمعنى (لنا حبيب في الطابق الأعلى)...
في اليوم التالي عاد الشاب من عمله وهو في أشد حالات الشوق لرؤية الفتاة، ولم يخب ظنّه لقد رآها واقفة عند باب غرفتها في الطابق الأعلى وضوء الفانوس يضفي على وجهها جمالا إضافيا، عندها أخذ الشّاب يغنّي:
فوك إلنه خل فوگ
فوك إلنه خل فوگ
مدري لمع خدك
مدري لمع طوك
وانتبه سكان الحي إلى هذا الصوت الجميل وخرجوا من بيوتهم ليعرفوا من هو صاحب هذا الصوت، وتكرر الحدث في الأيام التي تلت وكان سكان الحي يشاركون الشاب الغناء ولكن بلهجتهم البغدادية فبدلا من أن يقولوا فوك إلنه خل قالوا: فوگ النخل، وهكذا اندمجت كلمة إلنه مع كلمة خل فأصبحت النخل، وهكذا ساهم سكان الحي بتقريب قلوب المحبين، وانتهت حكاية الشاب بزواجه من الفتاة الجميلة التي هام بها وأحبها حبا ملك قلبه وكيانه.

## كلمات الأغنية
يقول ناظم الغزالي في كلمات أغنيته باللهجة العراقية:
- فوق النخل فوق يابه فوق النخل فوق
- مدري لمع خده يابه مدري القمر فوق
- والله ما ريده باليني بلوه
- متن وشعر وخدود يابه ميزك ربك
- لهذا السبب يا هواي خلاني أحبك
- والله معذبني وما عنده مروه
- وينشدني البطران ليش وجهك أصفر
- كل ما مر بيه يابه من درب الأسمر
- والله سابيني بعيونه الحلوة
- تسالني علتي امنين يابه وأنت سببها
- كتبه عليه هاي يابه ربك كتبها
- والله ما ريده باليني بلوه
- انه التعبت وياك يابه واعدمت حيلي
- وأنت اطلعت بذات يابه ناكر جميلي
- والله ما ريده باليني بلوه
- ماجوز انا من اهوي يابه مهما جفه وراح
- اتمنه اعيش ويايه يابه ريحته قداح
- والله ما ريده باليني بلوه
- خدك لامع يا هوايا عني وضوا على البلاد
- ما قدر ع صبري الراحة عيني وتحمل ابعاد
- والله معذبني بعيونه الحلوة

## وصلات خارجية
نسخة قديمة جداً من تسجيلات تلفزيون الكويت 1963 للأغنية للفنان ناظم الغزالي في إحدى حفلاته على اليوتيوب.